# War Eternal
War Eternal — десятий студійний альбом шведського мелодійного дез-метал гурту Arch Enemy. Композиції з альбому записувались впродовж другої половини 2013 та першої половини 2014 року. Реліз альбому відбувся 4 червня 2014 в Японії, 9 червня 2014 в Європі, 10 червня 2014 в США під лейблом Century Media Records. В цьому альбомі старих гітариста Крістофера Емотта і вокалістку Ангелу Госов замінили нові — гітарист Нік Кордл і вокалістка Аліса Вайт-Ґлаз.

## Список пісень
| Standard Edition | Standard Edition                                           | Standard Edition      | Standard Edition         | Standard Edition |
| #                | Назва                                                      | Автор слів            | Автор музики             | Тривалість       |
| ---------------- | ---------------------------------------------------------- | --------------------- | ------------------------ | ---------------- |
| 1.               | «Tempore Nihil Sanat (Prelude In F minor)» (вступний трек) | Майкл Емотт           | Емотт                    | 1:12             |
| 2.               | «Never Forgive, Never Forget»                              | Емотт                 | Емотт, Нік Кордл         | 3:44             |
| 3.               | «War Eternal»                                              | Емотт                 | Емотт, Кордл             | 4:16             |
| 4.               | «As The Pages Burn»                                        | Аліса Вайт-Ґлаз       | Емотт                    | 4:01             |
| 5.               | «No More Regrets»                                          | Вайт-Ґлаз             | Емотт, Кордл             | 4:06             |
| 6.               | «You Will Know My Name»                                    | Емотт                 | Емотт, Кордл             | 4:37             |
| 7.               | «Graveyard Of Dreams» (Interlude)                          | інструментальний трек | Емотт, Даніель Ерландсон | 1:10             |
| 8.               | «Stolen Life»                                              | Емотт                 | Емотт                    | 2:59             |
| 9.               | «Time Is Black»                                            | Вайт-Ґлаз             | Емотт, Ерландсон         | 5:24             |
| 10.              | «On And On»                                                | Вайт-Ґлаз             | Емотт, Кордл             | 4:05             |
| 11.              | «Avalanche»                                                | Вайт-Ґлаз             | Емотт, Кордл, Ерландсон  | 4:39             |
| 12.              | «Down To Nothing»                                          | Емотт                 | Емотт, Кордл             | 3:48             |
| 13.              | «Not Long For This World»                                  | інструментальний трек | Емотт                    | 3:29             |
| 50:32            |                                                            |                       |                          |                  |

## Історія релізів
| Регіон    | Дата            | Лейбл                 | Формат |
| --------- | --------------- | --------------------- | ------ |
| Японія    | 4 червня, 2014  | Trooper Entertainment | CD     |
| Європа    | 9 червня, 2014  | Century Media Records | CD     |
| США       | 10 червня, 2014 | Century Media Records | CD     |
| Австралія | 13 червня, 2014 | Century Media Records | CD     |